# Pylky
Pylky (ukr. Пильки) – wieś na Ukrainie, w obwodzie chmielnickim, w rejonie szepetowskim, w hromadzie Sachniwci. W 2001 liczyła 151 mieszkańców, spośród których 149 wskazało jako ojczysty język ukraiński, a 2 rosyjski.